# 東栄二
東 栄二（ひがし えいじ、1894年（明治27年）7月5日 - 1947年（昭和22年）1月9日）は、日本の商工官僚。実業家。

## 経歴
鹿児島県出身。1920年（大正9年）、東京帝国大学経済学部を卒業し、同年に高等試験に合格した。農商務属、農商務省統計官、農商務事務官、商工省統計官、商工事務官、特許局事務官・登録課長、商工書記官・通報課長、臨時産業合理局事務官・大臣大臣官房会計課長、東京鉱山監督局長、商工省商務局長、同鉱山局長を歴任。1937年（昭和12年）、企画院産業部長となり、さらに商工省工務局長・臨時物資調整局事務官、同総務局長・機械試験所長事務取扱、燃料局長官を歴任した。
退官後、日本貿易振興株式会社社長を務めた。

## 著書
- 『戦時経済と燃料国策』（産業経済学会、1941年）